# Марк Огюст Пікте
Марк Огюст Пікте (фр. Marc-Auguste Pictet; 23 липня 1752 – 19 квітня 1825) — швейцарський фізик.
Закінчив юридичний факультет Женевської Академії, в якій з 1776 року працював фізиком і філософом. Основні роботи з експериментальних досліджень у галузі теплоти та гігрометрії.
У 1790 році виконав дослід, яким довів, що не існує «променів» і «матерій холоду», а є відбиття теплового випромінювання (дослід з дзеркалами, або з «віддзеркаленням холоду»). Дослід мав велике значення для з'ясування природи променистої теплоти і стимулював створення П'єром Прево теорії рухомої теплової рівноваги. Намагався виміряти швидкість поширення тепла.
Засновник і редактор двох наукових журналів: «Женевський журнал» (1787) і «Бібліотека Британіки» (1796).